# Näsbyholm slot
|  | Denne artikel handler om Næsbyholm i Skåne. Der er andre steder med dette navn, se Næsbyholm (flertydig). |
Näsbyholm (før 1658 dansk: Næsbyholms slot) er et slot i det tidligere Gerslev Sogn (svensk: Gärdslövs), Vemmenhøj Herred, Skåne.

## Slottets historie
Oprindeligt lå Näsbyholm på en ø i Näsbyholm Sø, men øen blev halvø ved en opdæmning i 1872.
Den først kendte ejer var ridderen Jens Nielsen Galen, far til ærkebiskop Peder Jensen Galen, død 1355. Tuve Andersen Galen solgte godset i 1409 til ærkebiskop Jakob Gertsen Ulfstand i Lund. Derefter tilhørte det Lunds Stift.
Slottet var stærkt befæstet og bestod af tre bygninger omkring en gårdsplads. Den midterste bygning var et stenhus med et firkantet tårn med tykke mure. Det blev bygget af ærkebiskop Birger Gunnersen i slutningen af 1400-tallet. Sidefløjene var af bindingsværk. En vindebro forbandt øen med fastlandet.
Ved reformationen kom det i 1536 i kronens eje og blev forlenet, indtil Steen Clausen Bille i 1574 erhvervede ejendommen ved et bytte. Ved ægteskab kom den til slægten Beck, og i 1744 ved arv til den danske kaptajn Christian Henrik von Finecke, som i 1756 gjorde Näsbyholm til fideikommis. Ved ægteskab kom det til Conrad von Blixen.
I 1860'erne blev det gamle slot nedrevet og et større beboelsesbygning opført. Efter en brand i 1955 blev der bygget en ny hovedbygning og i 1994 tilføjedes en østlig fløj.

## Trivia
- Hans og Bror von Blixen-Finecke er opvokset på Näsbyholm.

## Ejere af Näsbyholm
| - ? - 1355 Jens Nielsen Galen - ? - ? Anders Jensen Galen - ? - 1400 Tuve Andersen Galen - 1400 - 1410 Jacob Gertsen Ulfstand - 1410 - 1574 Lund Stift - 1574 - 1586 Sten Clausen Bille - 1586 - ? Elisabeth Bille, g.m. Sivert Beck - ? - ? Tage Andersen Thott, g.m. Elisabet Beck, datter af Sivert Beck. - ? - ? Arild Svab, g.m. Margrete Beck, datter af Sivert Beck. - ? - ? Johan Beck, søn af Sivert Beck. - ? - 1744 Jørgen Beck, brodersøn af Johan Beck | - 1744 - 1756 Christian Henrik von Finecke, søstersøn af Jørgen Beck - 1756 - 1781 Margareta von Finecke, g.m. Conrad Christoffer von Blixen. - 1781 - 1819 Conrad Christian von Blixen - 1819 - 1829 Carl Philip von Blixen-Finecke - 1829 Conrad von Blixen-Finecke - 1829 - 1873 Carl Frederik Blixen-Finecke - 1873 - 1919 Fredrik von Blixen-Finecke - 1919 - 1940 Carl Emil Theodosius von Blixen-Finecke - 1940 - 1950 Carl-Fredrik Gustaf von Blixen-Finecke - 1950 - Dick von Blixen-Finecke |

## Fodnoter
1. ↑  Ætsning af C. Akrell i Thersners "Skånska Utsigter"

## Ekstern henvisning
- Sylve Åkesson: Om Näsbyholms slott (Webside ikke længere tilgængelig) (svensk)

55°28′06″N 13°27′38″Ø / 55.46833°N 13.46056°Ø